# Stanisław Baryczka (zm. 1682)
Stanisław Baryczka herbu własnego (ur. ok. 1615, zm. w 1682 roku) – podstoli czernihowski w latach 1664–1677, sekretarz i odźwierny królewski.
Pochodził z mieszczańskiej rodziny wzbogaconej na handlu zbożem i drewnem, był synem sekretarza królewskiego Wojciecha Baryczki (zm. 1642). W latach 1649–1651 pełnił funkcję rajcy i wójta Starej Warszawy. W 1658 uzyskał indygenat wraz z herbem. W 1674 roku był elektorem Jana III Sobieskiego z województwa czernihowskiego.